# La Scie
La Scie (dt.: Die Säge) war eine Satirezeitschrift, die in Paris erschien. Der Verleger war Caesar Mermet. Chefredakteur war zunächst George Carl und später Ed Dangin.
Die Texte und Inhalte der Zeitschrift richteten sich häufig gegen die Thronprätendenten. Die Titelseiten wurden meistens von Achille Lemot oder Moloch gestaltet.